# Jiří Šlitr
Jiří Šlitr (né le 15 février 1924 à Zálesní Lhota (de) près de Jilemnice et mort le 26 décembre 1969  à Prague) est un compositeur, pianiste, chanteur, acteur et peintre tchécoslovaque.
Avec Jiří Suchý, il a influencé de manière significative la pop et le théâtre tchèques des années 1960.